# America Eats Its Young
America Eats Its Young este un dublu album al trupei Funkadelic lansat în 1972. A fost primul album pe care s-au regăsit toți membrii ai House Guests printre care Bootsy Collins, Catfish Collins, Chicken Gunnels, Rob McCollough și Kash Waddy. De asemenea, pe album apare și formația din Plainview, U.S. (United Soul) din care făceau parte chitaristul Garry Shider și basistul Cordell Mosson. Spre deosebire de precedentele albume Funkadelic, America Eats Its Young a fost înregistrat în Toronto, Canada și în Regatul Unit. Varianta originală de pe vinil conținea un poster ilustrat de Cathy Abel. În josul posterului apare pentru prima dată ceea ce avea să devină logo-ul Funkadelic care va mai apărea și pe coperta albumului Standing On The Verge Of Getting It On. 

## Tracklist

### Disc 1
1. "You Hit the Nail on the Head" (George Clinton, Clarence Haskins, Bernie Worrell) (7:13)
2. "If You Don't Like the Effects, Don't Produce the Cause" (Clinton, Garry Shider) (3:48)
3. "Everybody Is Going to Make It This Time" (Clinton, Worrell) (5:57)
4. "A Joyful Process" (Clinton, Worrell) (6:16)
5. "We Hurt Too" (Clinton) (3:51)
6. "Loose Booty" (Clinton, Harold Beane) (4:53)
7. "Philmore" (Bootsy Collins) (2:34)

### Disc 2
1. "I Call My Baby Pussycat" (Clinton, Billy Bass Nelson, Eddie Hazel) (5:09)
2. "America Eats Its Young" (Beane, Clinton, Worrell) (5:54)
3. "Biological Speculation" (Clinton, Ernie Harris) (3:09)
4. "That Was My Girl" (Clinton, Sidney Barnes) (3:47)
5. "Balance" (Clinton, Worrell) (5:31)
6. "Miss Lucifer's Love" (Clinton, Haskins) (5:59)
7. "Wake Up" (Clinton, James W. Jackson, Worrell) (6:28)

## Single
- "A Joyful Process" (1972)

## Componență
- Bernie Worrell - clape și clavietă
- Zachary Frazier, Tiki Fulwood, Ty Lampkin, Kash Waddy - percuție
- Harold Beane, Catfish Collins, Ed Hazel, Garry Shider - chitară
- Bootsy Collins, Parkash John, Boogie Mosson - chitară bas
- Bruce Cassidy, Arnie Chycoski, Ronnie Greenway, Chicken Gunnels, Al Stanwyck - trompetă
- Randy Wallace - saxofon alto
- Robert McCullough - saxofon tenor
- Victoria Polley, Albert Pratz, Bill Richards, Joe Sera - vioară
- Ronald Laurie, Peter Schenkman - violă
- Harold Beane, Diane Brooks, Bootsy Collins, Catfish Collins, George Clinton, Ray Davis, Ronnie Greenway, Clayton Gunnels, Fuzzy Haskins, Ed Hazel, Prakash John, Steve Kennedy, Garry Shider, Calvin Simon, Grady Thomas, Frank Waddy, Randy Wallace, Bernie Worrell - voce